# Liu Ping (Aktivistin)
Liu Ping (vereinfachtes Chinesisch: 刘萍, traditionelles Chinesisch: 劉萍, Pinyin: Liú Píng, geboren am 2. Dezember 1964) ist eine Basisbürgerrechtlerin in China. Als pensionierte Fabrikarbeiterin der Eisen- und Stahlgruppe in Xinyu zog sie weitverbreitete Aufmerksamkeit auf sich, als sie sich 2011 als unabhängige örtliche Delegierte des Nationalen Volkskongresses aufstellen ließ. Im Jahr 2013 wurde Liu Ping verhaftet, weil sie chinesische Beamte öffentlich aufforderte, ihre finanzielle Situation preiszugeben. Liu war die erste unter den verhafteten Aktivisten der neuen Bürgerbewegung in China, die vor Gericht gestellt wurde. Im Juni 2014 wurde Liu Ping zu sechseinhalb Jahren Gefängnis verurteilt.

## Biografie
Liu wurde 1964 in Xinyu, Provinz Jiangxi, geboren. Sie arbeitete bei der Geräte- und Materialienfirma Yuanxingang, eine Zweigstelle der Eisen- und Stahlgruppe in Xinyu. 2009 wurde sie gezwungen, in Rente zu gehen. Nach ihrer Pensionierung begann Liu sich dafür einzusetzen, dass die Entschädigungen für ihre Kollegen, die ähnlich wie sie gezwungen wurden, in Rente zu gehen, erhöht werden. Sie reiste dreimal zur Zentralregierung in Peking, um eine Petition einzureichen, wurde 2010 festgenommen und zehn Tage lang eingesperrt.
Im April 2011 beschloss Liu Ping, sich als örtliche Delegierte zum Nationalen Volkskongress aufstellen zu lassen. Nachdem Liu ihre Kandidatur angekündigt hatte, begann die hiesige Regierung sie und ihre Anhänger zu belästigen. Die Behörden erachteten ihre Handlung als von „Anti-China-Kräften“ unterstützt und als finstere Bedrohung für Chinas etabliertes Wahlverfahren. Obwohl Liu genügend Unterstützer hatte, um auf den Stimmzettel zu kommen, wie es das chinesische Wahlgesetz festlegt, wurde sie von Yang Jianyun, dem Direktor des lokalen Wahlbüros, als Kandidatin für unzulässig erklärt.
Liu Pings Versuch erhielt breite Unterstützung in China, beispielsweise von dem prominenten Gelehrten Yu Jianrong. Im gleichen Jahr kam es in China zu einer Welle von Kandidaturen unabhängiger Kandidaten. Zusammen mit Liu versuchte auch Wei Zhongping, auch aus Xinyu, sich aufstellen zu lassen. Er wurde ähnlich wie Liu von der Behörde als ungeeignet erklärt. Mehr als 100 Leute kündigten im Internet Kampagnen an, unter anderem Prominente wie Li Chengpeng, doch kandidierten dann tatsächlich nur wenige davon. Die chinesischen Behörden nahmen dies sehr ernst und stellten sicher, dass nicht ein einziger unabhängiger Kandidat auf irgendeinem Stimmzettel erschien. Auch Xu Zhiyong, ein prominenter Rechtsgelehrter und Aktivist, dem es gelang, in der Vergangenheit zweimal unabhängig zu kandidieren, hatte in diesem Jahr keinen Erfolg.
Liu Ping nahm seit dem gescheiterten Versuch an mehreren wichtigen Aktionen teil. 2011 organisierte Liu eine Gruppe von Bürgern, um den blinden Anwalt Chen Guangcheng zu besuchen, der in Linyi, Provinz Shandong, unter Hausarrest und strenger Bewachung stand. Liu ging auch ins Dorf Wukan, um die Dorfbewohner während der Wukan-Proteste zu unterstützen.
2013 gingen viele chinesische Bürger auf die Straßen und forderten chinesische Beamte auf, ihre finanzielle Situation offenzulegen. Am 23. April 2013 organisierten Liu Ping, Wei Zhongping und Li Sihua eine Demonstration in Xinyu. Liu wurde am 27. April verhaftet, Wei und Li kurz danach festgenommen. Grund der Inhaftierung war ursprünglich „Aufhetzung zur Subversion gegen die Staatsmacht“. Bald danach wurde diese Anklage in drei andere Anklagen abgeändert: Illegale Versammlung; Organisation einer Menschengruppe, um die öffentliche Ordnung zu stören; Untergrabung des Gesetzes mit einer Kultorganisation. Die Verhandlung fand am 28. Oktober 2013 statt; viele ihrer Befürworter und Zeugen wurden belästigt oder inhaftiert.
Im Juni 2014 wurde sie von einem Gericht in der Provinz Jiangxi zu sechseinhalb Jahren Gefängnis verurteilt. Die Begründung lautete, sie habe mit einem Kult die Gesetzesvollstreckung behindert; eine Menschenmenge versammelt, um an öffentlichen Plätzen die Ordnung zu stören; und Streitereien und Auseinandersetzungen provoziert.